# موزیلا چین
پکن موزیلا آنلاین با مسئولیت محدود (چینی: 北京谋智网络技术有限公司)، معروف به موزیلا چین (چینی: 谋智中国)، یک شرکت محدود برای کمک به ترویج و استقرار محصولات موزیلا در چین است.  
همانند شرکت موزیلا، موزیلا چین یک شرکت انتفاعی است که توسط یک سازمان غیر انتفاعی (بنیاد موزیلا) تأمین مالی و ایجاد شده است. 
موزیلا چین در ۴ مارس ۲۰۰۵ تأسیس شد. این بنیاد مستقل از بنیاد موزیلا است اما به آن‌ها وابسته است.
موزیلا چین به ریاست مشترک دکتر لی گونگ از سان (چین) مؤسسه مهندسی و تحقیقات (ERI) و آقای مینگشو لی از مؤسسه نرم‌افزاری، آکادمی علوم چین (ISCAS) است که هر دو با میچل بیکر، رئیس بنیاد موزیلا در در کمیته راهبری مستقر هستند.
موزیلا چین یک نسخه چینی از وب سایت موزیلا ساخته است که زیرساخت فنی و معماری را برای توسعه موزیلا در چین فراهم می کند، انجمن‌های گفتگو را سازماندهی و اداره می‌کند و کد منبع موزیلا را در چین بیشتر توسعه می‌دهد.